# 阿列自由城
阿列自由城（法語：Villefranche-d'Allier，法語發音：[vilfʁɑ̃ʃ dalje]）是法国阿列省的一个市镇，位于该省中西部，属于蒙吕松区。

## 地理
阿列自由城（46°23'47"N, 2°51'26"E）面积39.63 平方千米，位于法国奥弗涅-罗讷-阿尔卑斯大区阿列省，该省份为法国中部省份，北起涅夫勒省、西北接谢尔省，西南至克勒兹省，南至多姆山省，东南临卢瓦尔省，东临索恩-卢瓦尔省。
与阿列自由城接壤的市镇（或旧市镇、城区）包括：贝兹内、德讷耶莱米讷、杜瓦耶、米拉、圣普列斯特昂米拉、索瓦尼、托尔特宰。

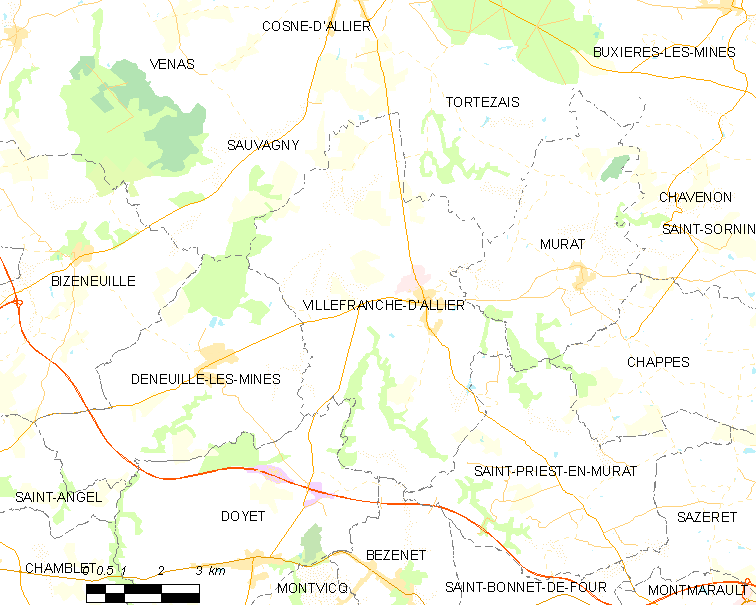
阿列自由城的OSM定位图

阿列自由城的时区为UTC+01:00、UTC+02:00（夏令时）。

## 行政
阿列自由城的邮政编码为03430，INSEE市镇编码为03315。

## 政治
阿列自由城所属的省级选区为科芒特里县。

## 人口

1962-2008年间阿列自由城人口变化图示

阿列自由城于2022年1月1日时的人口数量为1265人。